# Gambling with the Devil
Gambling with the Devil är det tyska power metal-bandet Helloweens tolfte studioalbum, utgivet i oktober 2007 på Steamhammer, och i Japan på Victor. Den europeiska digipakversionen innehåller bonusspår på en separat skiva.
"As Long as I Fall" släpptes som singel med tillhörande musikvideo. Även "Paint a New World" fick en musikvideo.
Gambling with the Devil nådde plats 38 på den tyska topplistan och plats 34 på den svenska.

## Låtlista
CD 1
1. "Crack the Riddle" – 0:57
2. "Kill It" – 4:13
3. "The Saints" – 7:06
4. "As Long as I Fall" – 3:41
5. "Paint a New World" – 4:27
6. "Final Fortune" – 4:46
7. "The Bells of the Seven Hells" – 5:22
8. "Fallen to Pieces" – 5:52
9. "I.M.E." – 3:46
10. "Can Do It" 4:30
11. "Dreambound" – 5:57
12. "Heaven Tells No Lies" 6:56

CD 2
1. "Find My Freedom" – 6:30
2. "See the Night" – 6:10

Bonusspår på den japanska utgåvan
1. "We Unite" – 5:30

## Medverkande
Musiker
- Andi Deris – sång
- Michael Weikath – gitarr
- Sascha Gerstner – gitarr
- Markus Grosskopf – basgitarr
- Dani Löble – trummor

Bidragande musiker
- Hacky Hackmann – bakgrundssång
- Biff Byford – berättarröst
- Freidel Amon – keyboard
- Olaf Senkbeil – bakgrundssång
- Rolf Köhler – bakgrundssång
- Matthias Ulmer – keyboard

Produktion
- Charlie Bauerfeind – producent, inspelningstekniker, mixning
- Thomas Geiger – inspelningstekniker
- Martin Häusler – albumkonst, design
- Mathias Bothor – foto